# 오후카나이촌
오후카나이촌(大深内村)은 아오모리현 가미키타군에 설치되었던 촌이다. 현재의 도와다시에 해당한다.

## 연혁
- 1889년 4월 1일 - 정촌제 시행에 의해 가미키타군 오사와타촌, 후카모치촌, 도나이촌, 다치자키촌, 핫토자와촌, 마아라이바촌과 합병해, 오오후카나이촌이 성립하였다..
- 1936년 - 가미키타군 우라노다테촌의 일부를 편입하였다.
- 1955년 2월 1일 - 가미키타군 산본기정, 후지사카촌과 합병해 시제를 시행해 산본기시 (현재의 도와다시)가 되어 소멸하였다.